# Мокій (мученик)
Святий Мокій († 295) — християнський святий та мученик з Македонії.
Святий Мокій був пресвітером в Македонії, в місті Амфіполь. Під час гоніння на християн імператора Діоклетіана (284–305) святий Мокій переконував язичників, що зібралися для святкування язичницькому божеству Діонісу (Бахусу), залишити беззаконні і погані звичаї, що супроводжували це торжество, покаятися, звернутися до Господа Ісуса Христа і очиститися в святому хрещенні. Святий був приведений на суд до правителя Лаодикії, визнав перед ним істинну віру, а на погрози відповідав: «смерть за Христа — велике надбання для мене». Святого Мокія піддали катуванням, які він переносив з подиву гідним терпінням, не припиняючи викривати гріх ідолопоклонників. Відтак святому Мокієві відсікли голову біля 295 року. Згодом імператор Костянтин побудував на честь священномученика Мокія храм і переніс до нього святі мощі страстотерпця.
Пам'ять — 24 травня.